# 阿西斯滕斯公墓
阿西斯滕斯公墓（丹麥語：Assistens Kirkegård）位於丹麦哥本哈根，不僅是眾多丹麥知名人士的安葬地，也是諾勒布羅區的一片重要的綠地。該墓地於1760年啟用，最初作為窮人的墓地，設立此舉旨在緩解城牆內擁擠墓園的壓力；但在 19 世紀上半葉的黃金時代，它逐漸成為一種時尚，當時許多時代的領軍人物，如安徒生、索倫·齊克果、克里斯托弗·威廉·埃克斯貝爾和克莉絲汀·克布克都安葬於此。
19世紀晚期，隨著 Assistens 墓地本身逐漸擁擠，哥本哈根周邊開始陸續建立新的墓地，包括哥本哈根墓園；但進入 20 世紀後，這裡仍然持續吸引著名人士。其中包括诺贝尔物理学奖得主尼尔斯·玻尔，以及 1950 至 1960 年代定居哥本哈根的多位美國爵士音樂家，如班·韋伯斯特和肯尼·德魯。
該墓地的丹麥語名稱意為協助墓地原本在丹麥是一個通用術語，用來指那些設立來輔助現有墓園的墓地，這些墓地通常位於與教堂相關聯的城市地區，因此全國各地都有多處同名的墓園。该公墓由哥本哈根市政府管理，與其他四個墓地共同運營。

## 歷史

### 背景

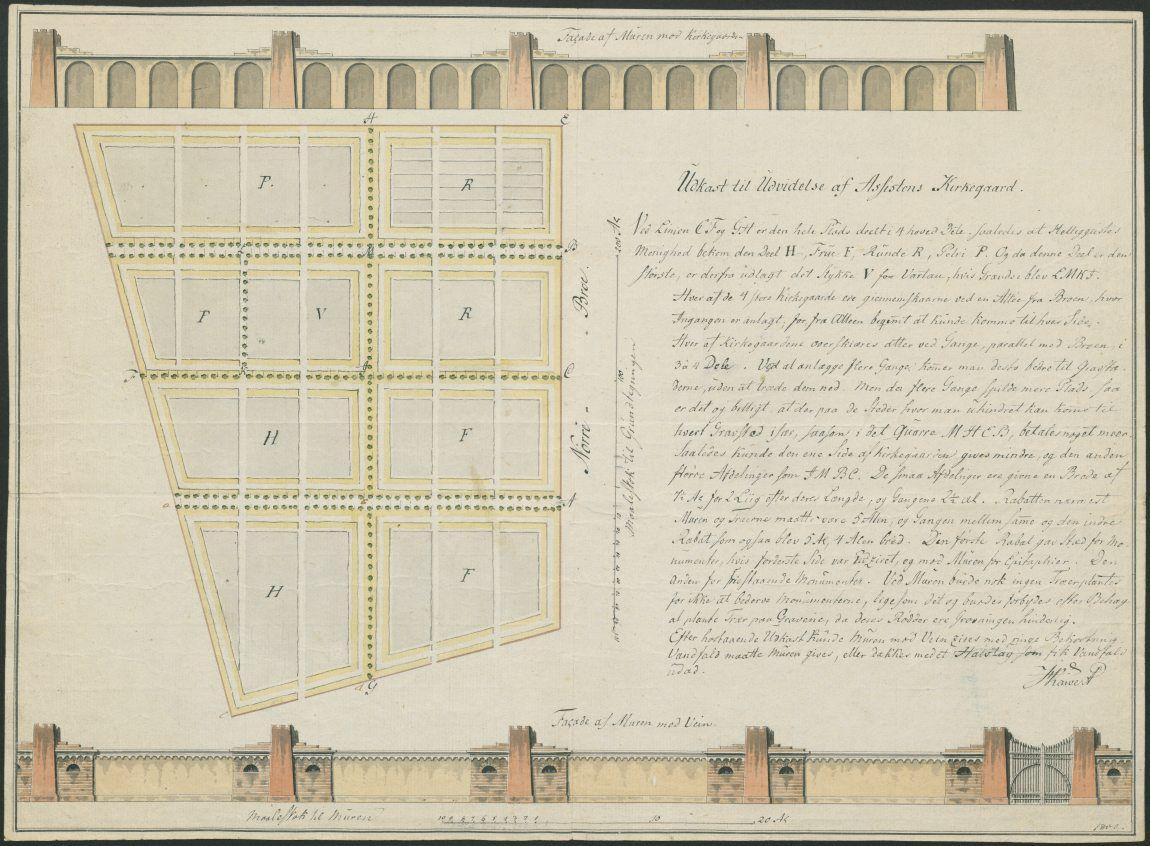
1800 年左右由約爾根·亨里希·拉維爾特(Jørgen Henrich Rawert)繪製的墓園平面圖

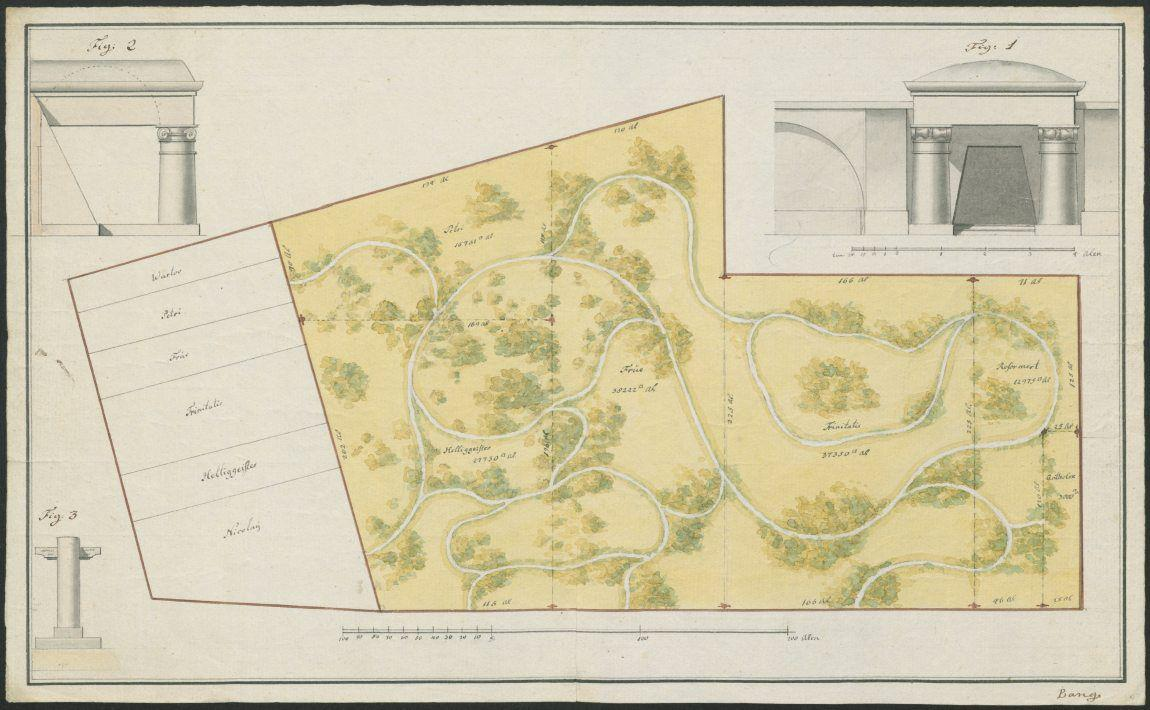
1800 年左右的墓地平面图

在中世纪，虽然室外墓地逐渐变得越来越普遍，但院内埋葬仍是惯例。 1666 年，海军霍尔门公墓從原先位於小岛教堂搬迁至东城门外，成為首個設在城外的墓地。
1711年爆发的鼠疫造成約23,000名市民死亡，這使得現有墓地的壓力急劇增加，有時甚至會出現最多五個棺材疊在一起安葬的情況。這一局面促使在城市邊緣（但仍在城牆內）新設了五座墓地，而軍營墓地則遷移到了緊鄰霍尔门公墓的新址。

### 建立新墓地
到了 1750 年代，情況進一步惡化。1757年5月2日，市議會致函大臣府，建議在城牆外為各教區建造一座大型新墓地。經過一番協商後，決定將墓地設在北城門外，並於1757年5月26日依據皇家憲章成立了這一新設施。新墓地於 1760年11月6日正式啟用，其周圍由菲力普·德·朗伊建造的圍牆圍繞。
最初，該墓地是專為貧困者設立。1785 年，一位富裕市民、天文作家及戰爭大臣第一秘書 Johan Samuel Augustin，在遺囑中明確要求自己葬於此，遺囑中寫道：「我的葬禮應當在北門外的貧民公墓舉行，為此我已與那裡的掘墓人西蒙先生談過。」(Mein Begräbnis soll auf dem Armen-Kirchhofe vor dem Norderthor seyn, wesfalls ich sehon mit Mr. Simon, der dort Gräber ist, gesprochen habe。)隨後，其他精英階層的領袖也紛紛選擇此地安葬，墓地逐漸發展成為哥本哈根最時尚的安葬場所。

### 受歡迎的遊覽景點

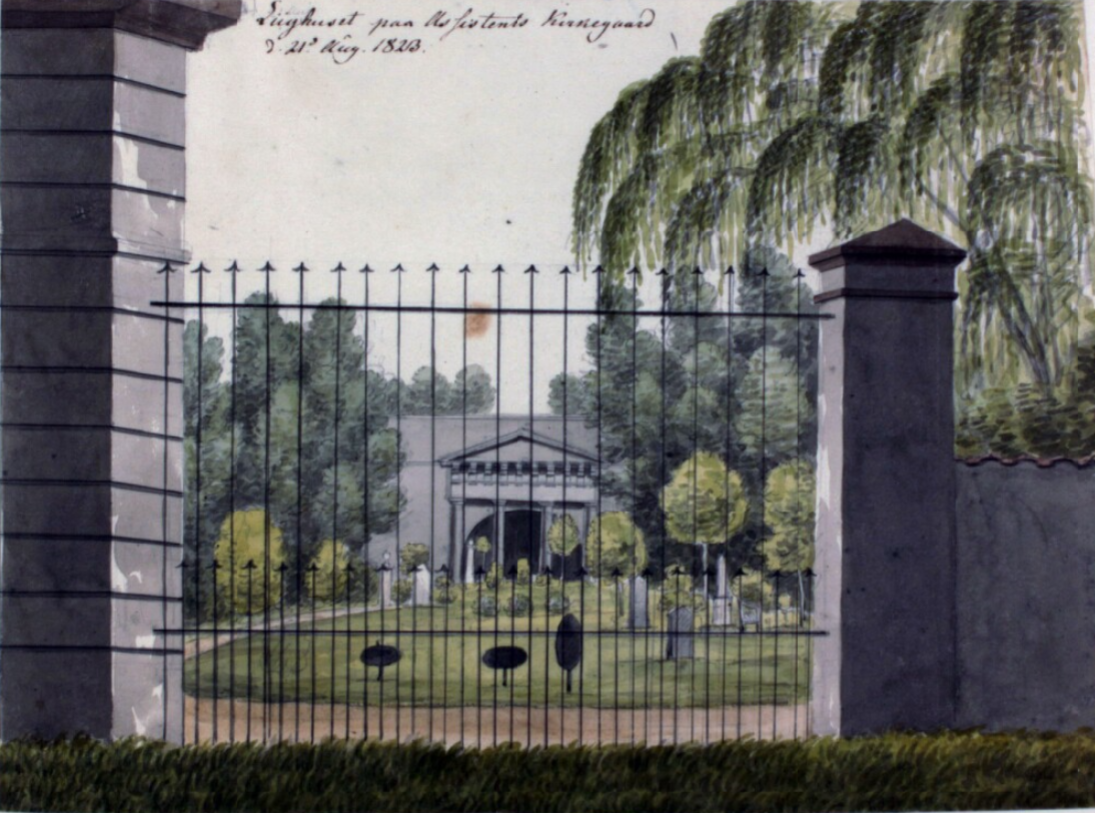
1825 年 8 月 26 日，奧勒·約根·羅伯特描繪了阿西斯滕斯公墓的景象

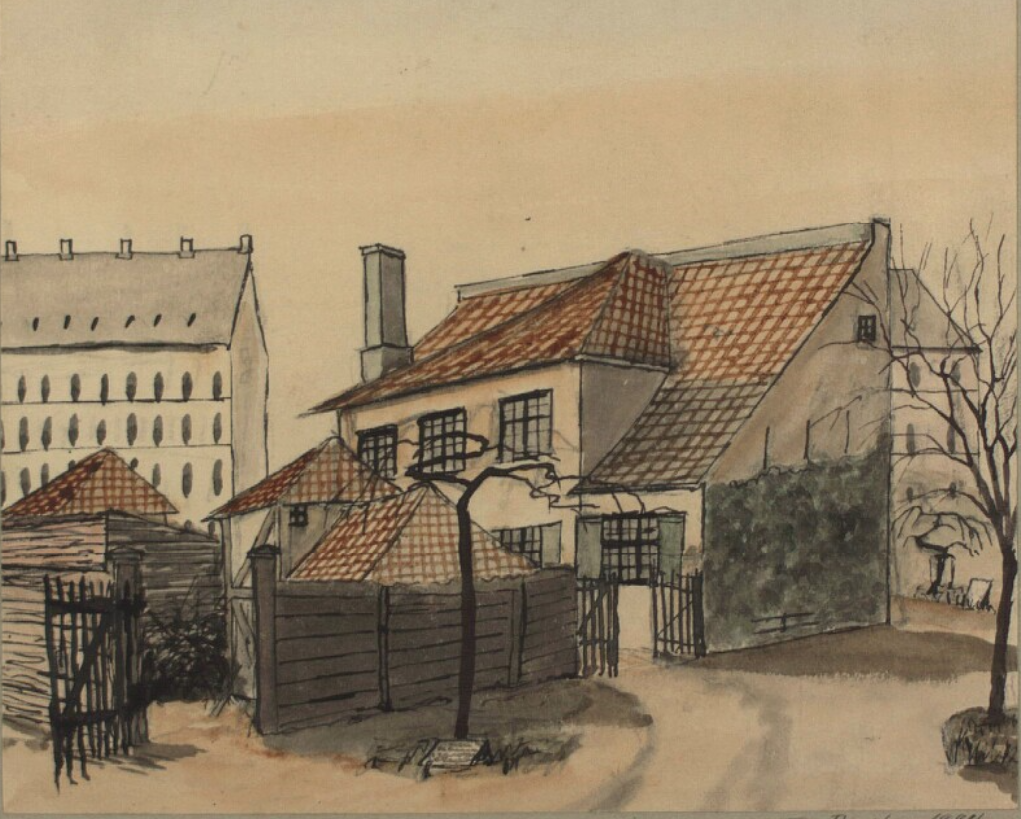
1884 年的掘墓人小屋

在那個時代，市民們常常帶著野餐籃和茶品前往墓地遊玩。在 1827 年瑞典詩人卡爾·奧古斯特·尼坎德記述哥本哈根之行時，他充滿感情地回憶起阿西斯滕斯公墓：
為了享受一場更溫柔、更安靜的慶祝活動，我某個傍晚從北門走出，前往所謂的阿西斯滕斯公墓。這無疑是歐洲最美麗的墓園之一。那裡有蒼翠的樹木、幽暗的小徑、明亮而開闊的花海、楊樹蔭下的神廟、被垂柳環抱的大理石墓碑，以及用玫瑰花環繞的骨灰瓮或十字架，花香與鳥鳴交織，將這片死亡之地幻化成一個小小的樂園。——卡爾·奧古斯特·尼坎德
不過，這種遊覽活動有時會演變成喧鬧的聚會，於是政府頒布了相關法規加以限制。1805 年成立的一個委員會發出指示，禁止在墓地內飲食、奏樂或進行任何歡樂的行為。住在墓地內的掘墓人負責執行這些規定，但他們似乎對此並不十分嚴肅。1813 年的立法更禁止他們向墓地遊客出售酒精。儘管多方努力，長久以來都難以實現所期望的寧靜。對於特別隆重的葬禮，常會有群眾圍觀，甚至有人攀上墓牆以圖獲得更佳觀賞位置。曾有建議收取入場費以減少遊客數量，但最終並未付諸實施。

## 今日的阿西斯滕斯公墓

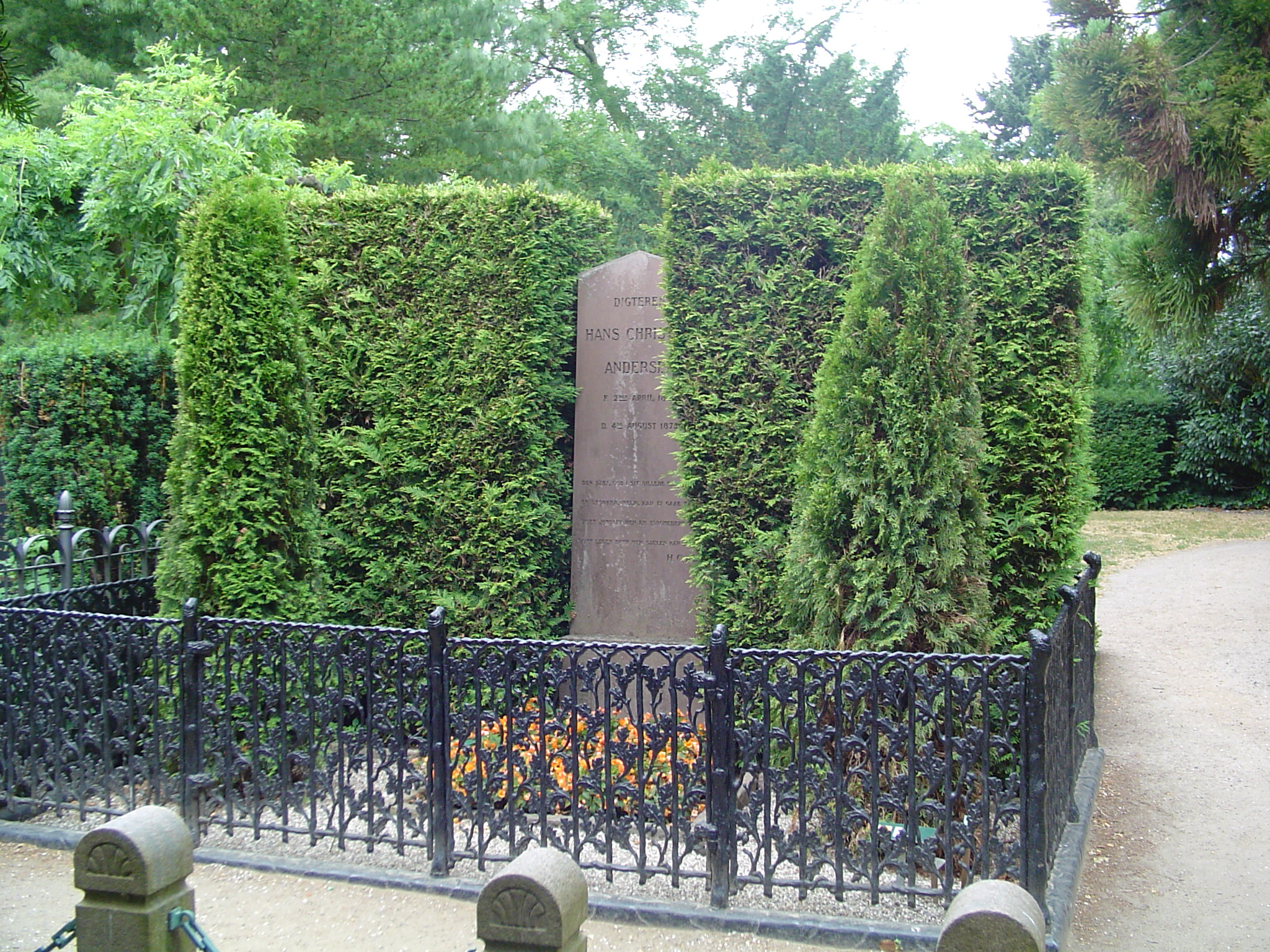
丹麥作家安徒生之墓（現已換置紀念碑）

該墓地仍在承擔其作為安葬場所的原始功能，同時也是熱門的旅游景点，並且是諾勒布羅區內部最大且最重要的綠地。
墓地劃分為多個區域，其中最古老的是 A 區，這裡安葬著索倫·齊克果和畫家克莉絲汀·克布克等人。D 區則專為宗教少數群體設立，包含罗马天主教和改革派的墓地，以及俄羅斯正教會的墓葬。E 區則原本隸屬於圣母教堂辖区。 

## 赫尔曼·斯蒂林博物馆
2003 年，阿西斯滕斯公墓一角的一座舊馬廄被改造成一座小型博物館，專門展示作家及藝術家赫曼·斯蒂林(英語：Herman Stilling)的作品。赫曼·斯蒂林為諾勒布羅地區本地人，主要以畫食人魔而聞名。除了常設展覽外，該博物館還設有專題展覽空間、兒童與青少年繪畫工作坊以及一家咖啡館。